# Minster, Swale
Minster är en stad i civil parish Minster-on-Sea, i grevskapet Kent i sydöstra England. Staden ligger i distriktet Swale på Isle of Sheppey, cirka 4 kilometer sydost om Sheerness och cirka 11 kilometer nordost om Sittingbourne. Tätorten (built-up area) hade 16 738 invånare vid folkräkningen år 2021.
Det finns ett kloster i Minster från 1100-talet.
Minster in Sheppey var en civil parish fram till 1968 när blev den en del av Queenborough in Sheppey. Civil parish hade 7 860 invånare år 1961.